# 키보디스트

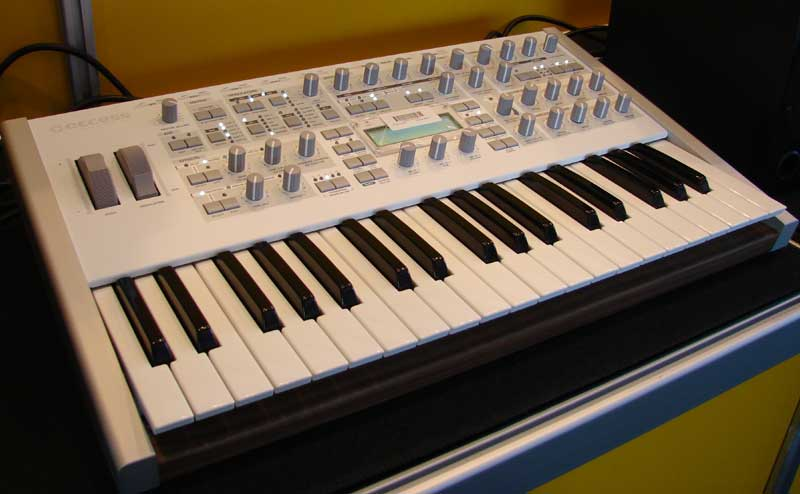
액세스 바이러스 TI 폴라 키보드

키보디스트(keyboardist)는 건반 악기 연주자이다. 키보드 연주자, 키보드 플레이어라고도 한다. 일반적으로 경음악, 대중 음악의 건반 악기 연주자를 가리키는 명칭으로 사용되고 실제로 사용되는 전자 건반 악기도 피아노인 경우가 대부분이다. 단어로 모든 건반 악기를 연주할 수 있는 사람으로 해석할 수 있다, 그러나 실제로는 클래식을 중심으로 피아노는 피아니스트, 오르간이면 오르가니스트 등으로 각각 독립적으로 호칭되는 경우가 많다. 또한, 최근 개인용 컴퓨터의 보급으로 인해 일반적으로 종래의 "키보드 = 건반 악기"라는 개념은 통용되지 않게 되었다.

## 같이 보기
- 피아니스트